# Juan V de Constantinopla
Juan V de Constantinopla fue el patriarca de Constantinopla de 669 a 675.